# Kalkofen Motais

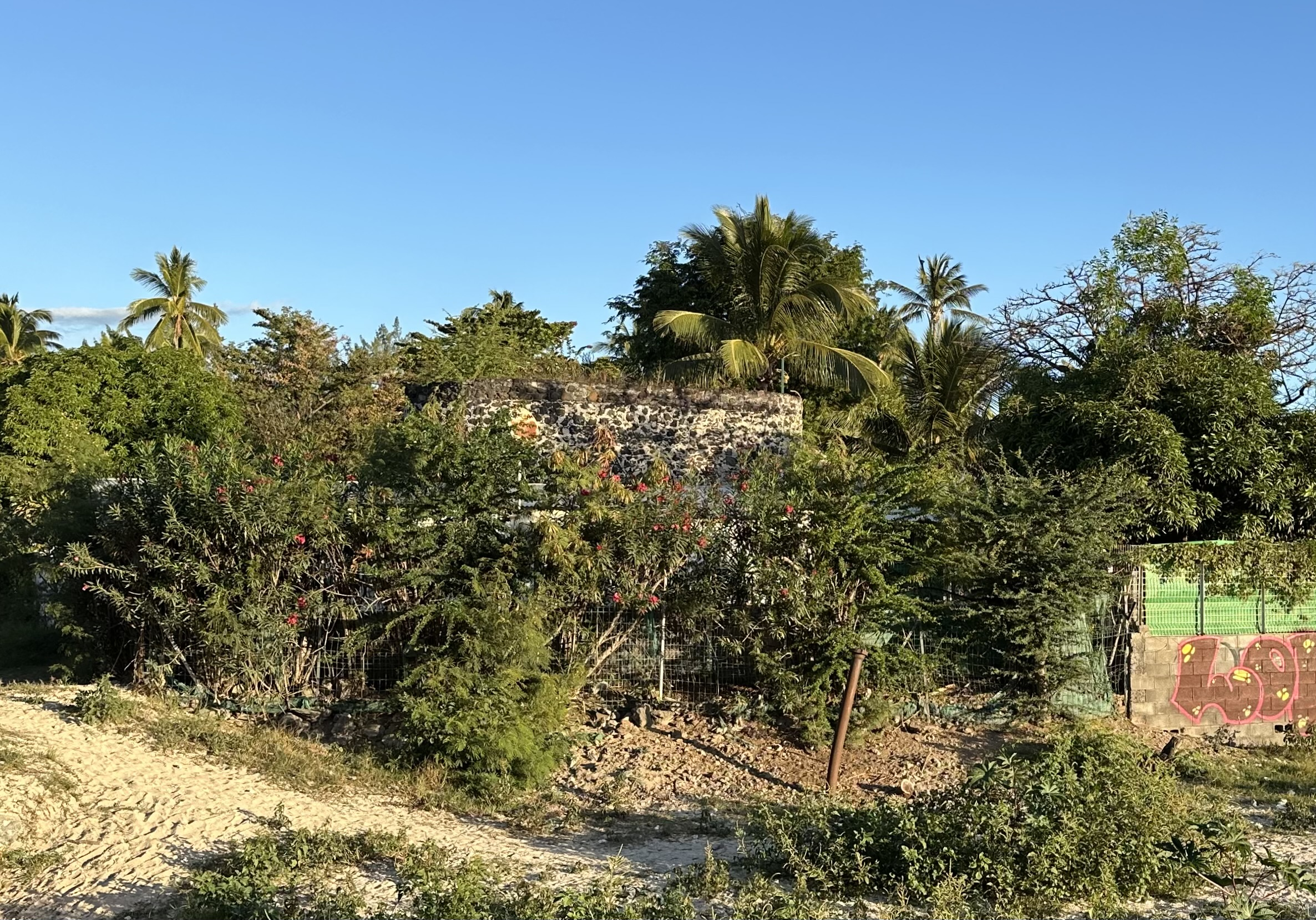
Kalkofen Motais, Blick von Norden, 2024

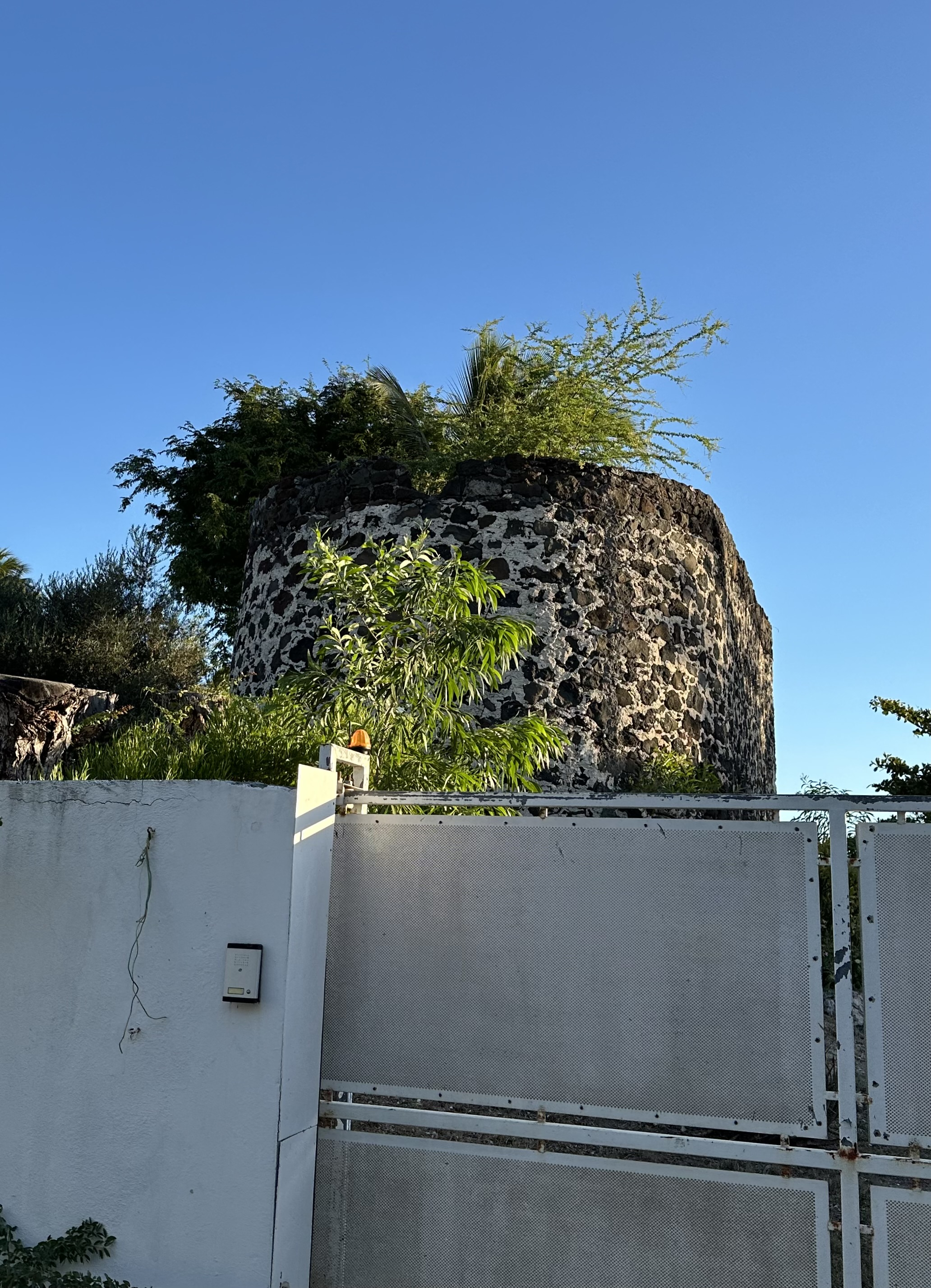
Ostansicht

Der Kalkofen Motais (französisch Four à Chaux Motais) ist ein historischer Kalkofen in Saint-Gilles-les-Bains in der Gemeinde Saint-Paul im französischen Übersee-Département Réunion. Er wird als Teil des kulturellen Erbes der Insel Réunion geführt.

## Lage
Der Kalkofen befindet sich im Ortsteil L’Ermitage-les-Bains, südlich des Flusses Ravine de l’Ermitage, auf der Westseite der rue du Lagon, an der Adresse 31 rue Léon-Dierx. Etwa 50 Meter südwestlich des Gebäudes befindet sich der Strand von L’Ermitage am Indischen Ozean.

## Architektur und Geschichte
Der Grundriss des aus Bruchsteinen gemauerten Kalkofens ist konisch. Von Westen führt eine Zugangsrampe in das Gebäude. Der Standort war bewusst nahe des Strandes und der dort befindlichen Lagune mit ihren Korallen gewählt, aus der der Kalkstein gewonnen wurde und so auf kurzem Weg zum Ofen gebracht werden konnte. Außerdem befand sich eine Eisenbahnlinie in unmittelbarer Nähe, über die der Abtransport des hergestellten Branntkalks zu den Abnehmern, insbesondere Fabriken, erfolgte.